# サイクル作戦
サイクル作戦（サイクルさくせん、Operation Cycle）は、第二次世界大戦中の連合国軍の作戦の一つで、フランスからの撤退作戦。ダイナモ作戦（ダンケルク撤退）の後の1940年6月10 - 13日に実行された。
駆逐艦9隻とその他多数の船によりル・アーヴルからイギリス海外派遣軍(BEF)を含む連合国軍11,059名がイギリス本土などへ脱出した。その内約9000名はシェルブールへ送られている。この作戦中11日にドイツ軍による爆撃で輸送船ブルージュ(Brugws)が撃沈されている。また、サン・ヴァルリーからの撤退作戦も行われたが、作戦の遅れから多数の兵員の輸送に失敗した。
この作戦の後にもエアリアル作戦というフランスからの撤退作戦が行われた。